# حجر دم
حجر الدم (بالإنجليزية: Bloodstone)‏ أو رقيب الشمس (بالإنجليزية: Heliotrope)‏ هو أحد أشكال العقيق الأبيض ويستعمل كحجر كريم في صناعة الجواهر. مصدره الهند والولايات المتحدة الأمريكية والبرازيل وأستراليا.